# Góra Mendoga

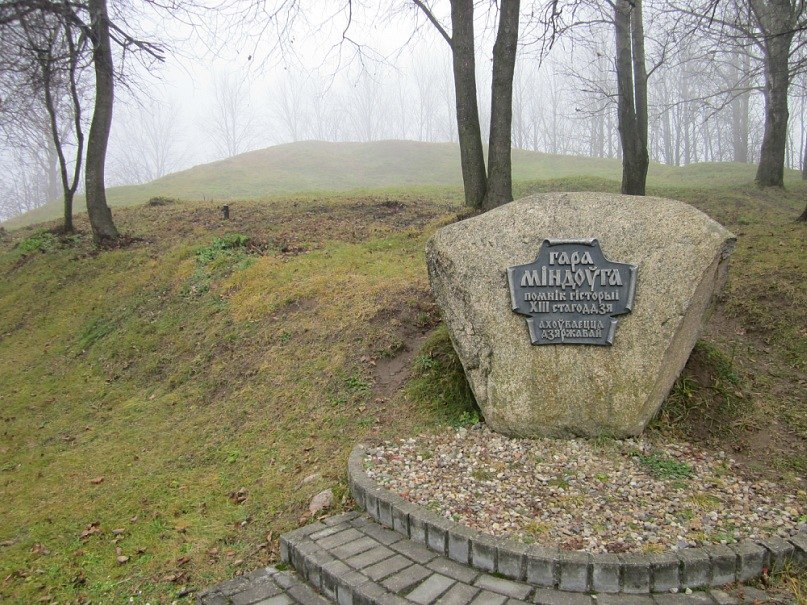
Tablica pamiątkowa u podnóża góry

Góra Mendoga – wzniesienie znajdujące się w Nowogródku.

## Historia
Wzgórze zlokalizowane jest obok zamku nowogródzkiego, przy ulicy Pierwszego Maja w Nowogródku (Białoruś), w północnej części miasta, po lewej stronie drogi wylotowej na Mińsk. Według miejscowej legendy w tym miejscu miał zostać pochowany Mendog – pierwszy i jedyny przypuszczalny król Litwy, który przed śmiercią być może powrócił do pogaństwa. Legendę zamieszczono w pierwszej monografii na temat Nowogródka, wydanej we Lwowie po łacinie w 1795 roku. Inna wersja legendy wskazuje, iż na tym wzniesieniu Mendog miał zostać koronowany (historycy uznają Nowogródek jako jedno z trzech najbardziej prawdopodobnych miejsc koronacji). Pod koniec XVII wieku na górze powstał cmentarz, który wykorzystywano do dokonywania pochówków do lat 20. XX wieku.
We wrześniu 2014 roku w pobliżu góry ustawiono rzeźbę Rycerz autorstwa Fiodora Saracewa.

## W literaturze
Góra Mendoga jest wzmiankowana w młodzieńczych utworach Adama Mickiewicza (m.in. wierszu Legenda o Mendogu), Uciecze i Konradzie Wallenrodzie, a grób Mendoga w Grażynie. W przypisach do Ucieczki Mickiewicz pisał „Góra Mendoga pod Nowogródkiem obrócona na cmentarz, stąd w tamtych okolicach Litwy pójść na Mendogową górę znaczy umrzeć”. Góra Mendoga wzmiankowana jest również w wierszu Grób Mendoga r. 1263 wchodzącym w skład Śpiewek o dawnych Litwinach do roku 1434 autorstwa Jana Czeczota.
W okolicach góry i farnego kościoła znajdują się resztki gaju Mendoga, o których Mickiewicz wspomniał w czwartej księdze Pana Tadeusza.

## Galeria

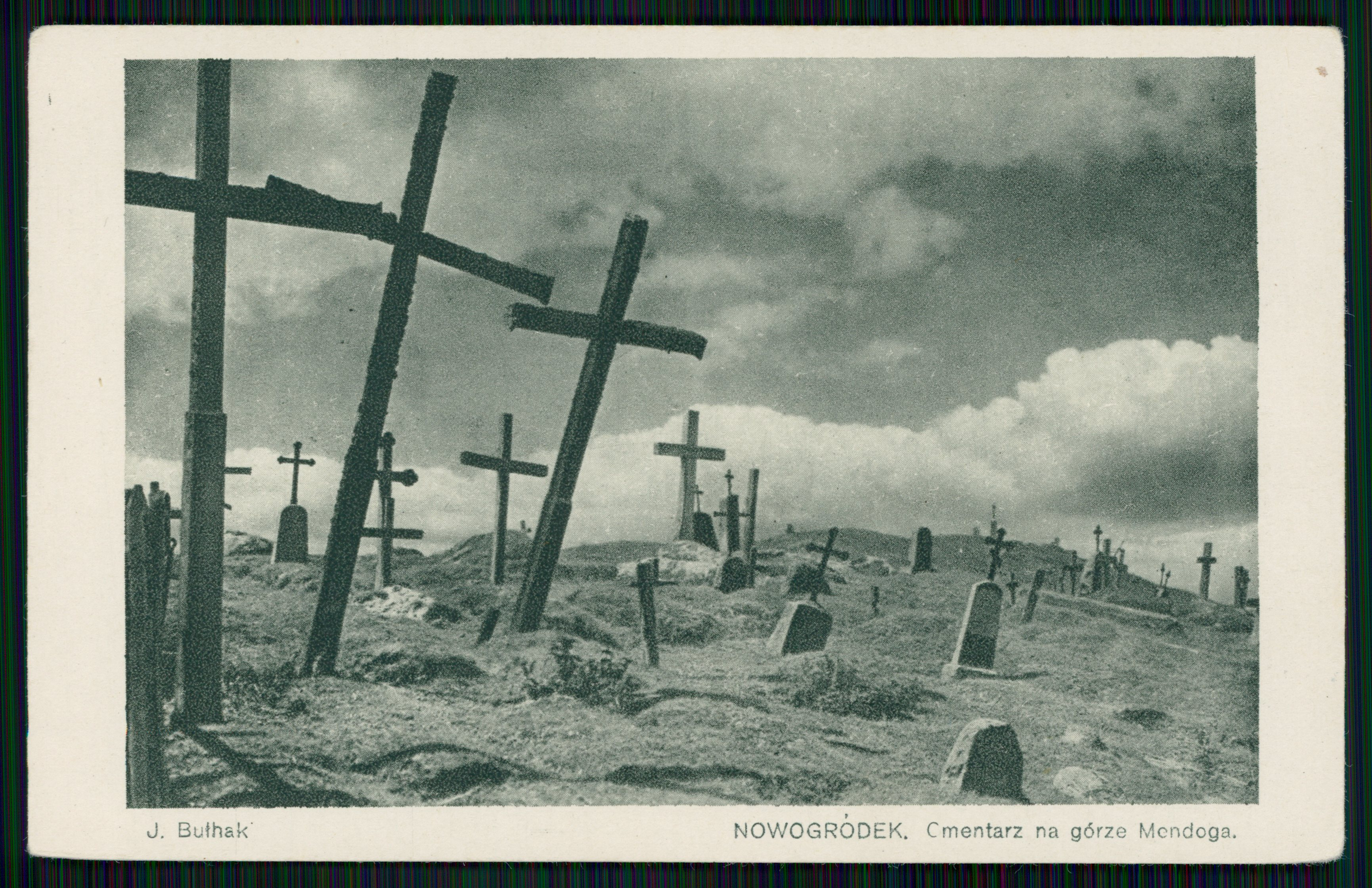
Góra Mendoga, 1909
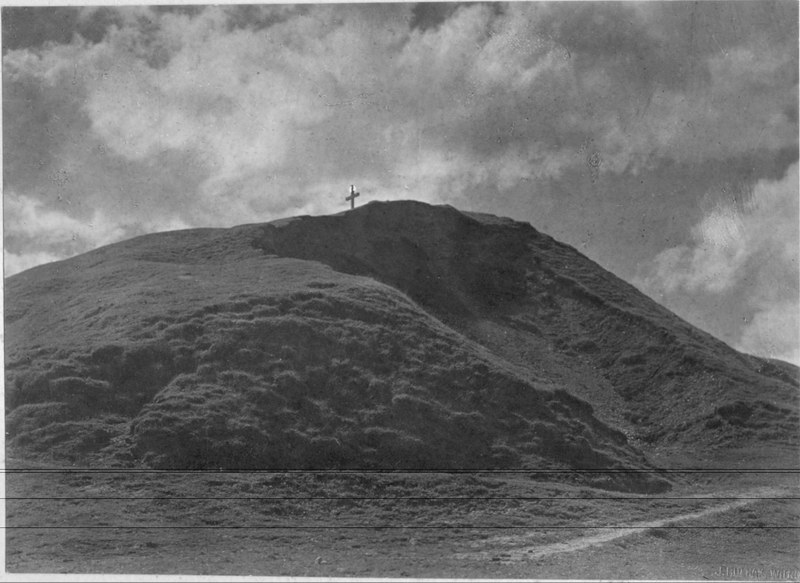
Góra Mendoga, 1909
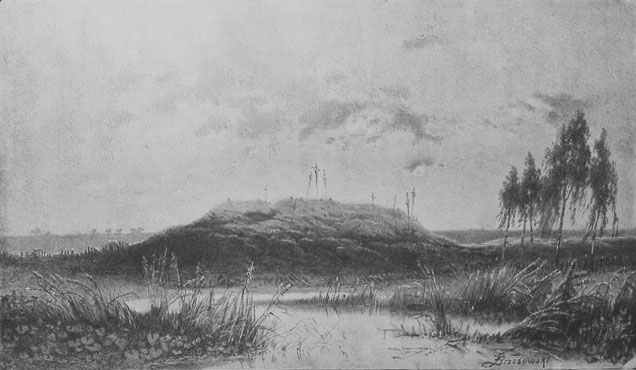
Góra Mendoga, 1898
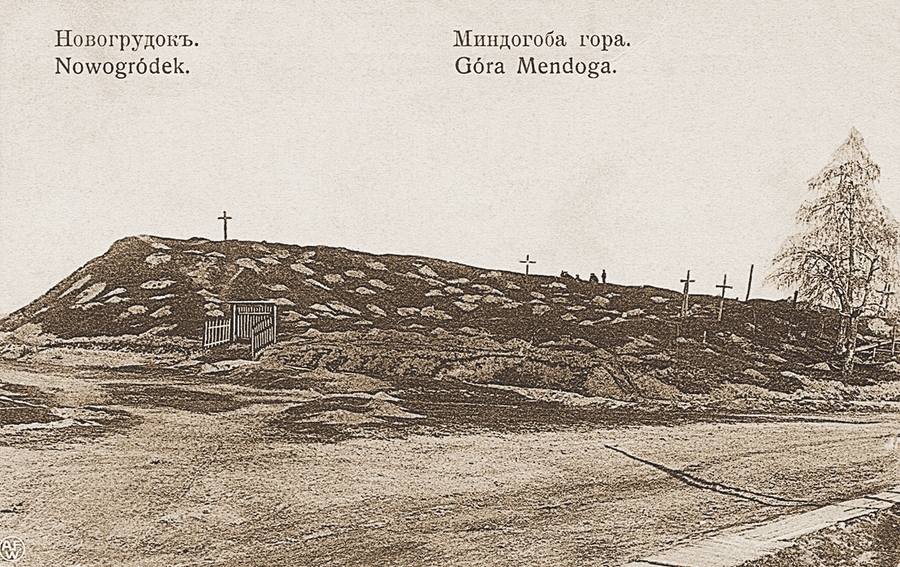
Góra Mendoga, 1910
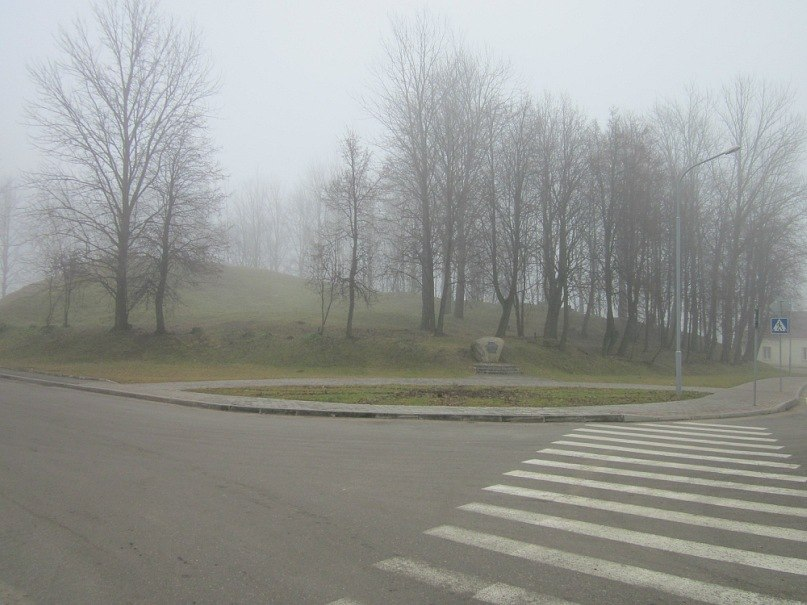
Góra we mgle, 2012
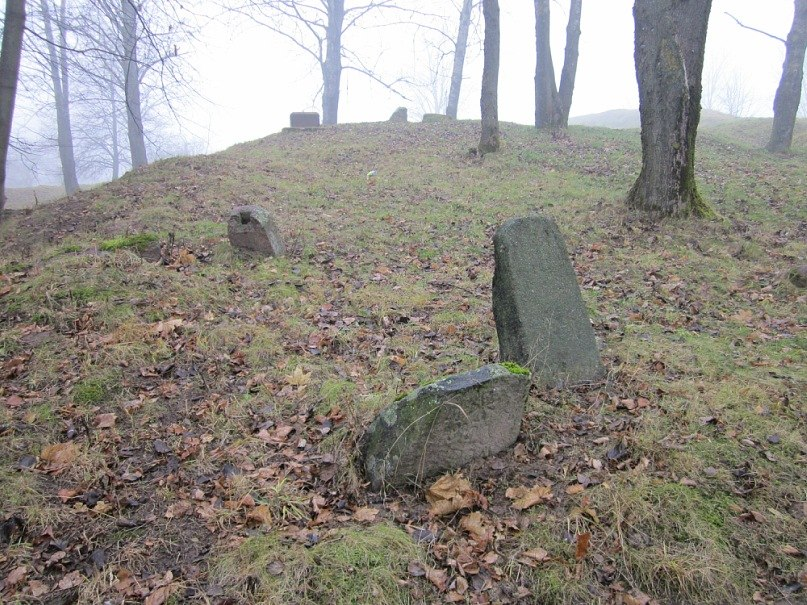
Zbocze góry, 2012
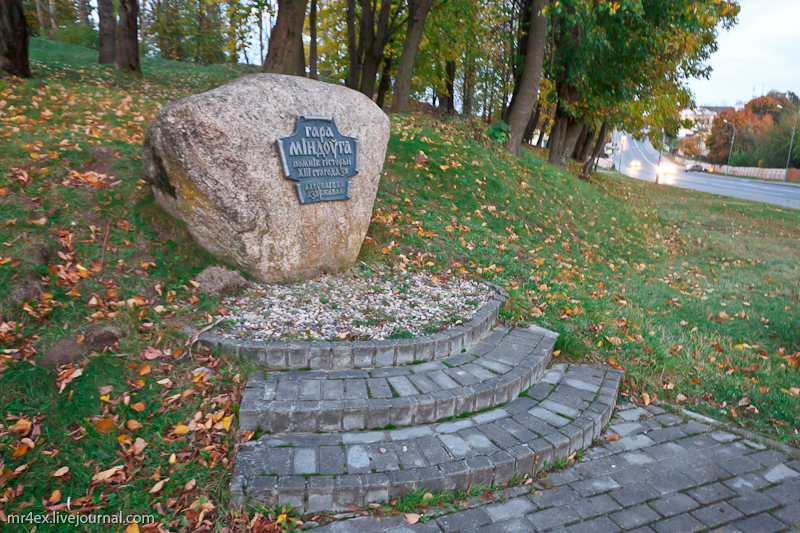
Kamień pamiątkowy u podnóża góry